# Центральноамериканский крокодил
Центральноамериканский крокодил (лат. Crocodylus moreletii) — пресмыкающееся семейства настоящих крокодилов. Видовой эпитет дан в честь французского натуралиста Мореле, который открыл этот вид в 1850 году.

## Внешний вид
Это сравнительно небольшой вид крокодилов, но наиболее крупные особи могут достигать 4,5 метра в длину при весе приблизительно 400—450 килограмм. В среднем же размеры взрослых Центральноамериканских крокодилов варьируются от 1,5 метров у небольших самок до 2,7 метров у матерых самцов. Окраска, как правило, коричневая, с чёрными полосами, у молодых особей — жёлтая с чёрными пятнами. Морда довольно широкая, на затылке имеются характерные бугры. Шея защищена костяными пластинами. Количество зубов — 66—68.

## Образ жизни
Центральноамериканские крокодилы обитают в пресноводных водоёмах Центральной Америки, предпочитая болота, большие реки и озера. Встречаются также вдоль побережья в солоноватых водах и в травянистых саваннах Юкатана. Во время сезона дождей, благодаря наводнениям, осуществляют расселение в другие места.

### Питание
Центральноамериканский крокодил — быстрый и подвижный охотник, находящийся на вершине пищевой цепи. Питается в основном рыбой, черепахами, рептилиями, различным млекопитающими и улитками. Важную роль в рационе взрослых особей составляют сравнительно крупные животные, такие как олени и пекари. Могут нападать и на домашних животных — коз и собак. В одном хорошо зафиксированном случае 2,9 метровый крокодил убил овчарку весом около 35 кг. В солоноватых местах обитания центральноамериканские крокодилы, вероятно, иногда нападают на бычьих акул, заплывающих в реки. Также питаются падалью. Основной рацион молодых особей — мелкая рыба и водные беспозвоночные.

### Нападения на людей
Центральноамериканские крокодилы, в связи с небольшими размерами и отдаленностью мест обитания от человеческого жилья, считаются не опасными для человека. Вместе с тем, это достаточно агрессивный для своих размеров вид, в некоторых случаях вытесняющий со своей территории значительно более крупных острорылых крокодилов.

## Размножение
Самка откладывает 20—45 яиц перед наступлением дождливого сезона, для кладки сооружает крупное, до 3 метров шириной гнездо на берегу или на плавающей растительности. Встречаются гнёзда с кладкой, отложенной двумя самками. Самка охраняет гнездо в течение 80-дневного инкубационного периода, после чего по зову вылупившихся детёнышей вскрывает гнездо. Отец и мать первое время заботятся о детёнышах и защищают их от хищников. Другие крокодилы (в том числе особи своего вида), тайры, удавы и ягуары могут представлять угрозу для подросших детенышей и небольших взрослых.

## Статус популяции
Обитает в Центральной Америке — в Белизе, Гватемале, Мексике. Предпочитает жить в болотах, небольших прудах и озёрах, изредка встречается в солоноватой воде.
В середине XX века из-за качественной кожи на центральноамериканского крокодила велась интенсивная охоты, что привело к резкому падению численности. Сейчас этот вид охраняется, но во многих регионах численность снижается из-за вырубки тропических лесов, хотя популяция в Мексике считается относительно стабильной. В настоящее время количество особей в дикой природе оценивается в 10—20 тысяч.